# Instituto de Ciencias de la Salud (UAEH)
El Instituto de Ciencias de la Salud (ICSa),  es un instituto de educación superior y uno de los seis institutos en los que se encuentra dividido la Universidad Autónoma del Estado de Hidalgo (UAEH). Se encuentra ubicado en la Concepción, San Juan Tilcuautla, municipio de San Agustín Tlaxiaca, Hidalgo, México.

## Historia
La UAEH, tiene como antecedente el Instituto Literario y Escuela de Artes y Oficios (ILEAO) fundado en 1869, con el paso del tiempo el ILEAO se fue transformando, cambiando de nombre y agregando o eliminando programas educativos. El 30 de marzo de 1922, la Escuela de Enfermería y Obstetricia fue creada por decreto de la XXVI Legislatura del Congreso de Hidalgo, siendo Gobernador de Hidalgo, Amado Azuara, en 1937 pasa a formar parte de Instituto. En 1944 se la carrera de Medicina, solo se cursarían los dos primeros años y se concluirían los estudios en la Universidad Nacional Autónoma de México.
En 1945 Medicina se le destinó como cede los altos del Hospital Civil de Pachuca. En 1956 a Medicina, se le incorporó el tercer año. El 24 de febrero de 1961, la XLIII Legislatura del Congreso de Hidalgo, promulgó el decreto número 23, que creaba la Universidad Autónoma del Estado de Hidalgo (UAEH). La ceremonia de instauración se efectuó en el Salón de Actos Ingeniero Baltasar Muñoz Lumbier del Edificio Central, el 3 de marzo de 1961.
En Medicina la carrera completa comenzó a funcionar desde 1973. La carrera de Cirujano Dentista fue aprobada por el día 7 de febrero de 1975; iniciando sus actividades el día 16 de marzo de 1975. La Licenciatura en Farmacia fue aprobada el 8 de abril de 1994 e inició sus actividades el 1 de agosto de ese mismo año. La Licenciatura en Psicología se presentó y aprobó el 13 de mayo de 1999, e inició sus actividades en julio de 1999. También en 1999 se crea la Licenciatura en Nutrición. En 1999 se aprueba el Proyecto de Integración del Instituto de Ciencias de la Salud (ICSa). La Licenciatura en Gerontología es aprobada el 11 de junio del 2009.

## Directores
- José María Busto Villarreal (2011-2017)
- Adrián Moya Escalera (2017-2023)

## Oferta educativa

### Área Académica de Medicina
- Licenciatura en Médico cirujano
- Especialidad en Anestesiología
- Especialidad en Cirugía General
- Especialidad en Ginecología y Obstetricia
- Especialidad en Medicina Familiar
- Especialidad en Medicina Interna
- Especialidad en Medicina Integrada
- Especialidad en Ortopedia y Traumatología
- Especialidad en Pediatría Médica
- Especialidad en Neonatología
- Especialidad en Odontopediatría
- Especialidad en Medicina del Enfermo en Estado Crítico
- Especialidad en Medicina de Urgencias
- Especialidad en Infectología Pediátrica
- Maestría en Ciencias Biomédicas y de la Salud
- Maestría en Salud Pública

### Área Académica de Odontología
- Licenciatura en Cirujano dentista
- Especialidades Odontológicas

### Área Académica de Farmacia
- Licenciatura en Farmacia

### Área Académica de Psicología
- Licenciatura en Psicología

### Área Académica de Nutrición
- Licenciatura en Nutrición
- Maestría en Nutrición Clínica

### Área Académica de Enfermería
- Licenciatura en Enfermería
- Especialidad en Enfermería Pediátrica
- Especialidad en Enfermería Neonatal

### Área Académica de Gerontología
- Licenciatura en Gerontología

## Infraestructura
El ICSa se ubica la Exhacienda de la Concepción, localidad de San Juan Tilcuautla, San Agustín Tlaxiaca, con una extensión 128 729.30 m². Con 53 aulas, 23 laboratorios, 1 biblioteca, oficinas para investigadores y administración, cuarto de máquinas, subestación eléctricas, un bioterio.
El Antiguo Hospital Civil de Pachuca, es una extensión del Instituto de Ciencias de la Salud, ubicado en el Centro histórico de Pachuca de Soto con una extensión de 16 235.00 m²; con 17 módulos que tienen 12 aulas, 6 laboratorios y da el servicio de exámenes médicos a los estudiantes.
79 aulas, 56 laboratorios, 1 biblioteca, " cuando en realidad son "